# Challenger Lugano (1999-2010)
Il Challenger Lugano (ufficialmente BSI Challenger Lugano per motivi di sponsorizzazione) è stato un torneo professionistico di tennis che faceva parte del circuito Challenger. Si giocava annualmente a Lugano in Svizzera dal 1999 fino al 2010, all'aperto sulla terra rossa del Tennis Club Lido Lugano, e nel corso degli anni il montepremi del torneo passò da 25.000 dollari a 100.000 dollari; nel 2004 si è aggiudicato il World Best Challenger Award, premio per il miglior Challenger. 

## Albo d'oro

### Singolare
| Anno | Campione               | Finalista              | Punteggio           |
| ---- | ---------------------- | ---------------------- | ------------------- |
| 2010 | Stanislas Wawrinka (2) | Potito Starace         | 6(2)–7, 6–2, 6–1    |
| 2009 | Stanislas Wawrinka (1) | Potito Starace         | 7–5, 6–3            |
| 2008 | Luis Horna             | Nicolas Devilder       | 7–6(1), 6–1         |
| 2007 | Werner Eschauer        | Jiří Vaněk             | 6–4, 4–6, 7–6(2)    |
| 2006 | Olivier Patience       | Guillermo García López | 6–4, 6–1            |
| 2005 | Albert Montañés        | Flávio Saretta         | 7–5, 6(4)–7, 7–6(5) |
| 2004 | Álex Calatrava         | Jérôme Haehnel         | 6–2, 6–3            |
| 2003 | Diego Moyáno           | Álex Calatrava         | 6–4, 1–6, 7–6(4)    |
| 2002 | Guillermo Coria        | Giorgio Galimberti     | 6–3, 6–0            |
| 2001 | Jiří Vaněk             | Juan Antonio Marín     | 6–2, 6–3            |
| 2000 | David Sanchez          | Attila Sávolt          | 6–3, 6–2            |
| 1999 | Michal Tabara          | Ronald Agénor          | 6(3)–7, 6–4, 6–2    |

### Doppio
| Anno | Campioni                                          | Finalisti                            | Punteggio           |
| ---- | ------------------------------------------------- | ------------------------------------ | ------------------- |
| 2010 | Frederico Gil Christophe Rochus                   | Santiago González Travis Rettenmaier | 7–5, 7–6(3)         |
| 2009 | Johan Brunström Jean-Julien Rojer                 | Pablo Cuevas Sergio Roitman          | walkover            |
| 2008 | Rameez Junaid Philipp Marx                        | Mariano Hood Eduardo Schwank         | 7–6(7), 4–6, [10–7] |
| 2007 | Sanchai Ratiwatana Sonchat Ratiwatana             | Jean-Claude Scherrer Lovro Zovko     | 6–4, 6–4            |
| 2006 | Giorgio Galimberti (3) Oliver Marach              | Leonardo Azzaro Sergio Roitman       | 7–5, 6–3            |
| 2005 | Enzo Artoni Juan Pablo Brzezicki                  | Mariusz Fyrstenberg Robert Lindstedt | 4–6, 6–2, 6–2       |
| 2004 | Emilio Benfele Álvarez (2) Giorgio Galimberti (2) | Enzo Artoni Ignacio González-King    | 6–4, 6–3            |
| 2003 | Joan Balcells Juan Albert Viloca                  | Álex López Morón Andrés Schneiter    | 6–4, 6–4            |
| 2002 | Emilio Benfele Álvarez (1) Giorgio Galimberti (1) | Christian Kordasz Kim Tiilikainen    | 4–6, 7–6(5), 6–2    |
| 2001 | Steven Randjelovic Attila Sávolt                  | Bobbie Altelaar Shaun Rudman         | 6–2, 7–6(4)         |
| 2000 | Vadim Kucenko Oleg Ogorodov                       | Francisco Costa Tobias Hildebrand    | 4–6, 7–6(3), 6–0    |
| 1999 | Michal Tabara Radomír Vašek                       | Daniel Melo Antonio Prieto           | 6–2, 3–6, 6–3       |